# 王嘉賓 (嘉靖壬戌進士)
王嘉賓（1528年—1580年），字國光，號越峰，山東兗州府滕縣人，軍籍，明朝政治人物。

## 生平
嘉靖二十八年（1549年），己酉科山東鄉試第二十八名。嘉靖四十一年（1562年），登壬戌科三甲第一百八十四名進士。授直隸太湖縣知縣，不久提拔为南京河南道监察御史，不畏权势，敢于直言上疏，隆庆五年（1571年）出知寧國府，丁父憂歸，接丁母憂，主修《滕县志》。五年服除，補大名府知府，万历八年（1580年）三月官至山西副使，便道回乡時，卒于嘉祥县，時年五十三。

## 家族
曾祖王峻；祖父王美；父王天敘（1499年-1573年），字文秩，號朴菴，封御史；母程氏。具庆下。弟王元賓（嘉靖四十四年进士）、王利宾（隆慶庚午举人）。